# Rafael van der Vaart
Rafael Ferdinand van der Vaart (Heemskerk, 11 de febrer del 1983) és un exfutbolista professional neerlandès de pare neerlandès i mare espanyola.

## Trajectòria esportiva

### AFC Ajax
El 1993 va començar a jugar a les categories inferiors de l'AFC Ajax després de jugar al BVV De Kennemers.
Va debutar a la Lliga neerlandesa de futbol el 19 d'abril del 2000, formant part del primer equip a la següent temporada, a la que jugà 27 partits i marcà 7 gols amb només divuit anys.
La gran temporada al conjunt d'Amsterdam li van permetre jugar amb la selecció nacional el 6 d'octubre del 2001 davant d'Andorra.
Les dues temporades següents a l'AFC Ajax, va patir diferents lesions que no li van impedir jugar a un altíssim nivell, marcant 14 i 18 gols a les temporades 2001/02 i 2002/03 respectivament, arribant a jugar el Campionat d'Europa de futbol 2004 amb la selecció. El 2003 va ser guardonat amb el Premi Golden Boy, que és atorgat al millor futbolista mundial menor de 21 anys.
Va assolir la capitania a l'equip neerlandès, guanyant diferents campionats i fitxant per un històric europeu, l'Hamburg SV.

### Hamburg SV

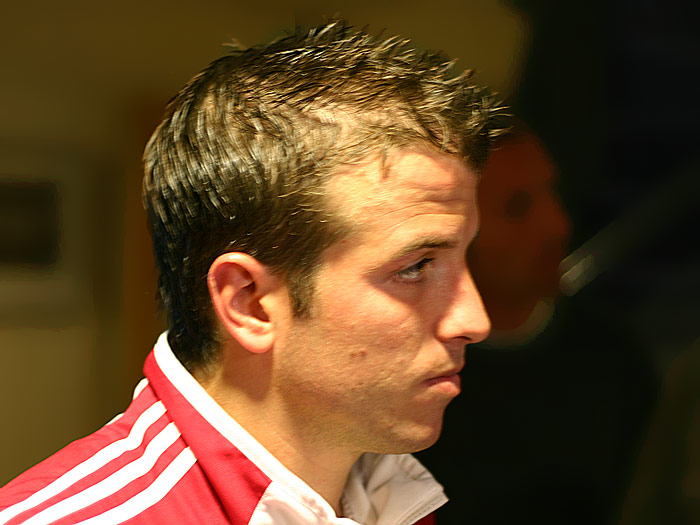
Rafael van der Vaart durant una entrevista.

Va ser un dels referents del conjunt alemany, demostrant la seva capacitat golejadora i fent assistències, aconseguint fer-se un lloc a l'alineació de la selecció neerlandesa a la Copa del Món de Futbol 2006 i per a l'Eurocopa 2008.
Durant l'estiu del 2007 va estar a punt de fitxar pel València CF i seguit pel Reial Madrid CF i l'Atlètic de Madrid.
Després d'una gran actuació al Campionat d'Europa de futbol 2008 va fitxar pel Reial Madrid CF per tretze milions d'euros.

### Reial Madrid CF
El 4 d'agost del 2008 es va fer oficial el seu fitxatge per l'entitat madrilenya, signant per cinc temporades. El 8 d'agost, al seu primer partit amb el conjunt blanc, va aconseguir marcar el seu primer gol, a un amistós a Colòmbia davant l'Independiente de Santa Fe.

### Tottenham
El 31 d'agost del 2010 el Reial Madrid CF traspasa el jugador al Tottenham FC, encara que no es va oficialitzar fins l'endemà.

### Reial Betis
Van Der vaart va fitxar pel Reial Betis el juny de 2015, en finalitzar el seu contracte.
 Es va mantenir lligat contractualment al club verd-i-blanc fins al 30 de juny de 2018.

## Clubs
| Club            | Temporada | Lliga   | Lliga | Copa    | Copa | Europa  | Europa | Total   | Total |
| Club            | Temporada | Partits | Gols  | Partits | Gols | Partits | Gols   | Partits | Gols  |
| --------------- | --------- | ------- | ----- | ------- | ---- | ------- | ------ | ------- | ----- |
| Tottenham       | 10-11     |         |       |         |      |         |        |         |       |
| Reial Madrid CF | 09-10     | 26      | 6     | 2       | 1    | 3       | 0      | 31      | 7     |
| Reial Madrid CF | 08-09     | 32      | 5     | 1       | 0    | 7       | 0      | 40      | 5     |
| Reial Madrid CF | Total     | 58      | 11    | 3       | 1    | 10      | 0      | 71      | 12    |
| Hamburg SV      | 07-08     | 29      | 12    | 4       | 4    | 11      | 5      | 44      | 21    |
| Hamburg SV      | 06-07     | 26      | 8     | 0       | 0    | 5       | 3      | 31      | 11    |
| Hamburg SV      | 05-06     | 19      | 9     | 2       | 0    | 9       | 7      | 30      | 16    |
| Hamburg SV      | Total     | 74      | 29    | 6       | 4    | 25      | 15     | 105     | 48    |
| AFC Ajax        | 04-05     | 22      | 6     | ?       | ?    | 7       | 1      | 29      | 7     |
| AFC Ajax        | 03-04     | 26      | 7     | ?       | ?    | 7       | 1      | 33      | 8     |
| AFC Ajax        | 02-03     | 21      | 18    | ?       | ?    | 6       | 2      | 27      | 20    |
| AFC Ajax        | 01-02     | 20      | 14    | ?       | ?    | 2       | 2      | 22      | 16    |
| AFC Ajax        | 00-01     | 27      | 7     | ?       | ?    | ?       | ?      | 27      | 7     |
| AFC Ajax        | 99-00     | 1       | 0     | ?       | ?    | ?       | ?      | 1       | 0     |
| AFC Ajax        | Total     | 118     | 52    | ?       | ?    | 22      | 6      | 140     | 58    |
| Total           | Total     | 247     | 91    | ?       | ?    | 57      | 21     | 313     | 117   |

## Palmarès
| Títol                     | Equip           | País          | Any  |
| ------------------------- | --------------- | ------------- | ---- |
| Eredivisie                | AFC Ajax        | Països Baixos | 2002 |
| Copa KNVB                 | AFC Ajax        | Països Baixos | 2002 |
| Jugador de l'any          | AFC Ajax        | Països Baixos | 2002 |
| Supercopa Johan Cruijff   | AFC Ajax        | Països Baixos | 2003 |
| Eredivisie                | AFC Ajax        | Països Baixos | 2004 |
| Copa Intertoto de la UEFA | Hamburger SV    | Alemanya      | 2005 |
| Copa Intertoto de la UEFA | Hamburger SV    | Alemanya      | 2007 |
| Supercopa d'Espanya       | Reial Madrid CF | Espanya       | 2008 |
| Lliga danesa              | FC Midtjylland  | Dinamarca     | 2018 |